# Ẁurdah Ïtah
Ẁurdah Ïtah es el cuarto álbum de estudio de la banda francesa Magma, publicado en 1974. Fue grabado por un cuarteto de miembros de Magma (sólo consistente en batería, bajo, piano y voz) y lanzado bajo el nombre de Christian Vander. Se trata de un álbum compuesto para la banda sonora de la película vanguardista Tristan et Iseult (1972), de Yvan Lagrange. Fue relanzado en 1989 por Seventh Records con el logo de Magma en su carátula, considerándose un álbum de estudio de la banda.
El título del álbum significa "Tierra muerta" en kobaïano, y se corresponde con el 2.º movimiento de la trilogía Theusz Hamtaahk.

## Lista de canciones
Todas las canciones compuestas y escritas por Christian Vander.

| Cara A |                          |          |  |
| N.º    | Título                   | Duración |  |
| 1.     | «Malawëlëkaahm»          | 3:37     |  |
| 2.     | «Bradia da Zimehn Iegah» | 2:18     |  |
| 3.     | «Maneh Fur Da Zess»      | 1:38     |  |
| 4.     | «Fur Dihhel Kobaia»      | 4:55     |  |
| 5.     | «Blum Tendiwa»           | 3:29     |  |
| 6.     | «Wohldunt Mem Deweless»  | 3:29     |  |

| Cara B |                                    |          |  |
| N.º    | Título                             | Duración |  |
| 1.     | «Wainsaht»                         | 2:30     |  |
| 2.     | «Wlasik Steuhn Kobaia»             | 2:46     |  |
| 3.     | «Sehnnteht Dros Wurdah Sums»       | 3:24     |  |
| 4.     | «C'est la Vie Qui les A Menes La!» | 4:58     |  |
| 5.     | «Ek Sun Da Zess»                   | 2:16     |  |
| 6.     | «De Zeuhl Undazir»                 | 3:40     |  |

## Créditos
- Stella Vander: voz.
- Klaus Blasquiz: voz, percusión.
- Jannick Top: bajo.
- Christian Vander: batería, piano, percusión, voz.